# Ateneu de Montevideo
L'Ateneu de Montevideo és una entitat cultural uruguaiana.
Ubicat a la Plaça de Cagancha, al centre de Montevideo, va ser fundat el 3 de juliol de 1886 com a resultat de la fusió de la Societat Universitària (fundada al seu torn el 5 de setembre de 1868) i de l'Ateneu de l'Uruguai. Segons els seus estatuts, els seus objectius són: "servir, en un ambient d'absoluta llibertat d'esperit, el desenvolupament de la cultura; afavorir la seva difusió, mitjançant la lliure discussió de tots els principis i tendències; i contribuir a la defensa dels seus postulats, posant tots els mitjans legítims al seu abast al servei de les causes de veritat i de justícia."
Entre els seus socis fundadors es troben nombroses personalitats destacades de la cultura i la política uruguaianes del segle XIX: Alejandro Magariños Cervantes, Carlos María de Pena, Carlos María Ramírez, Duvimioso Terra, Eduardo Acevedo Díaz, Joaquín Requena, José Pedro Varela, Juan Carlos Blanco Fernández, Julio Herrera y Obes, Luis Melián Lafinur, Pablo de María, Pedro Bustamante, Pedro Giralt, Plácido Ellauri, Tristán Narvaja, etc.
Al llarg de la seva història, va contribuir al desenvolupament de la cultura a la ciutat. Per exemple, Joaquim Torres-Garcia va tenir el seu taller aquí. Les seves instal·lacions han servit per allotjar manifestacions de molt divers encuny, ja sigui polític, filosòfic o religiós.